# Sibford Ferris
Sibford Ferris is een civil parish in het bestuurlijke gebied Cherwell, in het Engelse graafschap Oxfordshire met 476 inwoners.